# Wanda Bergman
Wanda M. Bergman (* 3. März 1908 in Connecticut; † Juni 1983) war eine US-amerikanische Badmintonspielerin.

## Karriere
Wanda Bergman war eine der bedeutendsten US-amerikanischen Badmintonspielerinnen in der Zeit vor dem Zweiten Weltkrieg. 1937 wurde sie bei den nationalen Titelkämpfen Zweite im Dameneinzel hinter Bertha Barkhuff. Ein Jahr später gewann sie den Titel im Damendoppel gemeinsam mit Helen Gibson. 1939 und 1942 wurde sie Vizemeisterin, 1941 Dritte.